# Malbouzon
Malbouzon (okcitán nyelven Masboson) korábbi község Franciaország Okcitánia régiójában, Lozère megyében. 2011-ben 144 lakosa volt.
2017. január 1-jén Prinsuéjols korábbi községgel egyesült és az így létrejött Prinsuéjols-Malbouzon új község része lett.

## Fekvése
Malbouzon az Aubrac-hegységben fekszik, Nasbinals-tól 9 km-re északkeletre, 1180 méteres (a községterület 1143-1264 méteres) tengerszint feletti magasságban. A falu közelében ered a Rimeize, a Truyère egyik mellékvize.
Nyugatról Brion és Nasbinals, északról La Fage-Montivernoux, keletről Fau-de-Peyre, délkeletről Prinsuéjols, délről pedig Marchastel községekkel határos. A falun áthalad a D987-es főút, mely Aumont-Aubracot (14 km) köti össze Nasbinals-al (9 km). Prinsuéjols (5 km) és Brion (9 km) felé a D73-as út teremt összeköttetést.

## Története
AZ ókorban erre haladt a Via Agrippa (Toulouse-t Lyonnal összekötő) római út. A falu a középkorban a Via Podiensis zarándokút egyik megállóhelye volt Mont-Bosonis néven. A történelmi Gévaudan tartomány Peyre-i báróságához tartozott (1392 előtt külön seigneurie székhelye volt).

### Demográfia
| Év   | Lakosság |
| ---- | -------- |
| 1793 | 247      |
| 1851 | 278      |
| 1876 | 263      |
| 1901 | 277      |
| 1936 | 275      |

| Év   | Lakosság |
| ---- | -------- |
| 1946 | 241      |
| 1954 | 249      |
| 1962 | 251      |
| 1968 | 250      |

| Év   | Lakosság |
| ---- | -------- |
| 1975 | 223      |
| 1982 | 189      |
| 1990 | 184      |
| 1999 | 160      |
| 2010 | 146      |

## Nevezetességei
- Templomát a conques-i szerzetesek építették a 11. században román stílusban. Keresztelőmedencéje 1776-ból származik.
- A malbouzoni nagyvásár (minden június első vasárnapján tartják) a megye egyik legismertebb hagyományos vására.[3]

## Kapcsolódó szócikk
- Lozère megye községei